# Baphomet (groupe)
Pour les articles homonymes, voir Baphomet (homonymie) et Banished.
Baphomet (Banished en 1992 et 1993) est un groupe de death metal américain, originaire de Buffalo, à New York. Il est initialement formé en 1987. Le groupe est le premier groupe de death metal américain, originaire d'un autre État que la Floride, et est considéré comme une source d'inspiration pour d'autres groupes du genre,. Après un dernier album sous le nom de Banished, Deliver Me unto Pain, le groupe se dissous en 1993. Il se réunit spécialement pour un concert au A Day of Death 2013, le 28 septembre 2013, sous le nom de Baphomet.

## Biographie
Baphomet est initialement formé en 1987 à Buffalo, New York. Le genre death metal émerge à la fin des années 1980 et au début des années 1990. C'est à cette période que Baphomet émerge et devient considéré comme un atout pour la scène death metal américaine. Alors que la majeure partie des groupes de death metal, comme Morbid Angel et Immortal, proviennent de Suède et de Floride, certains autres émergent dans des endroits comme New York. Baphomet fait partie de ces groupes, qui se popularise et impressionne de nombreux adeptes du genre.
À ses débuts, le groupe enregistre et publie plusieurs démos telles que Rigor Mortis (1988), The Battle with Death (1989), Morbid Realities (1989), et Promo 1990 (1990). Baphomet change à quelques reprises sa formation avant de rester sur le chanteur Tom Frost, le batteur Rick Breier, le guitariste Dave Griaglow, et le bassiste Gary Schipani. Le groupe publie son premier album officiel en 1992, intitulé The Dead Shall Inherit. Avant l'album, le groupe avait enregistré un ou deux albums, desquels The Dead Shall Inherit fait partie, qui seront rapidement retirés des ventes à cause de leur faible qualité. Le premier album du genre s'intitulait Inheritors of the Dead. The Dead Shall Inherit est bien accueilli par l'ensemble de la presse spécialisée,,,.L'album est par la suite réédité par Peaceville Records en 2006,.
Toujours en 1992, le groupe change de nom pour Banished. L'année suivante, en 1993, Banished publie son premier album studio, Deliver Me unto Pain, au label Deaf Records,. Le groupe se sépare peu de temps après. Ils se réunissent spécialement pour un concert au A Day of Death 2013, le 28 septembre 2013, sous le nom de Baphomet.

## Membres

### Membres actuels
- Dave Craiglow - guitare (1987-1992, depuis 2013)[1]
- Tom Frost - chant (1987-1992, depuis 2013)[1]
- Shawn Gomez - basse (depuis 2013)[1]
- Allen Malkiewicz - batterie (depuis 2013)[1]
- Greg DiPasquale - guitare (depuis 2013)[1]

### Anciens membres
- Gary Schipani - basse[1]
- Ken Young - batterie[1]
- Rick Breier - batterie[1]
- Scott Calkins - batterie[1]
- Steve Rzepka - guitare[1]
- Joe Gammalo - guitare[1]
- Tom Bukowski - guitare[1]
- Brian Jezioro - chant[1]
- Mike Paravalos - chant[1]

## Discographie
- 1988 : Rigor Mortis (démo)
- 1989 : Morbid Realities (démo)
- 1990 : Baphomet (single)
- 1990 : Promo 1990 (démo)
- 1990 : Inheritors of The Dead (album)
- 1991 : Boiled In Blood (single)
- 1992 : The Dead Shall Inherit (album)
- 1993 : Deliver Me unto Pain (sous Banished)